# 正則局部環
在交換代數中，正則局部環是使得其極大理想的最小生成元個數等於其Krull維度的局部諾特環。

## 定義
設 {\displaystyle (A,{\mathfrak {m}})} 為局部諾特環。設 {\displaystyle a_{1},\ldots ,a_{n}} 為 {\displaystyle {\mathfrak {m}}} 的一組最小生成元，一般而言有 {\displaystyle n\geq \dim A}。當 {\displaystyle n=\dim A} 時，稱 {\displaystyle A} 為正則局部環。
根據中山正引理，局部諾特環 {\displaystyle (A,{\mathfrak {m}})} 為正則局部環若且唯若 {\displaystyle \dim _{A/{\mathfrak {m}}}{\mathfrak {m}}/{\mathfrak {m}}^{2}=\dim A}。

## 源流
正則局部環由 Wolfgand Krull 首先定義，而在扎里斯基的工作中展現其重要性。扎里斯基證明了代數簇在一點上平滑的充要條件是該點的局部環為正則局部環，此前平滑性係由雅可比矩陣定義，此定義涉及代數簇在仿射或射影空間中嵌入方式，而扎里斯基證明了這是代數簇的內在性質。事實上，定義中的 {\displaystyle {\mathfrak {m}}/{\mathfrak {m}}^{2}} 可以解釋為該點的餘切空間，因此正則性可以粗略地理解為該點的餘切空間具有「好的」維度。
隨著同調代數技術的發展，人們在1950年代以後對正則局部環有更深的了解。Auslander 與 Buchsbaum 證明了正則局部環必為唯一分解環，讓-皮埃爾·塞爾則以同調維度刻劃了局部諾特環的正則性。

## 性質
正則局部環的局部化仍為正則局部環，此點可由塞爾定理與同調維度對局部化的性質導出。藉著同調維度，我們也可以推廣正則性的定義：一個同調維度有限的交換環 {\displaystyle A} 稱為正則環，此條件等價於 {\displaystyle A} 對每個素理想的局部化皆為正則局部環。
若 {\displaystyle A} 為正則環，則 {\displaystyle A[X],A[[X]]} 皆為正則環。

## 例子
- 零維的正則局部環是域。
- 任何離散賦值環都是正則局部環，例子包括了p進數的整數環 {\displaystyle \mathbb {Z} _{p}}。
- 域上的形式冪級數環是正則局部環，其維度等於變元個數。
- 正則局部環不一定包含一個域，例如 {\displaystyle \mathbb {Z} _{p}} 是一維正則局部環，但是它不包含任何域。
- 如果 {\displaystyle A}是局部环，那么形式幂级数{\displaystyle A[[x]]}是正則局部環。